# Agrostis densior
Agrostis densior é uma espécie de gramínea do gênero Agrostis, pertencente à família Poaceae.